# 山西陆军测绘学堂
山西陆军测绘学堂是清末位于太原的一所学堂。

## 历史沿革
1908年，山西陆军测绘学堂成立，校址位于太原大教场陆军小学堂西侧，总办由陆军小学堂总办刘冠英兼任。该校直属于清廷军谘府（相当于后世的总参谋部）。第一期学制为一年，第二期学制改为三年。辛亥革命之后，校名改为山西陆军测绘学校。该校共招收三期学生，于1915年停办。